# Râul Ozd
Râul Ozd este un curs de apă, afluent al râului Ațântiș. 

## Hărți
- Harta județului Mureș